# Ignacy Marceli Kruszewski

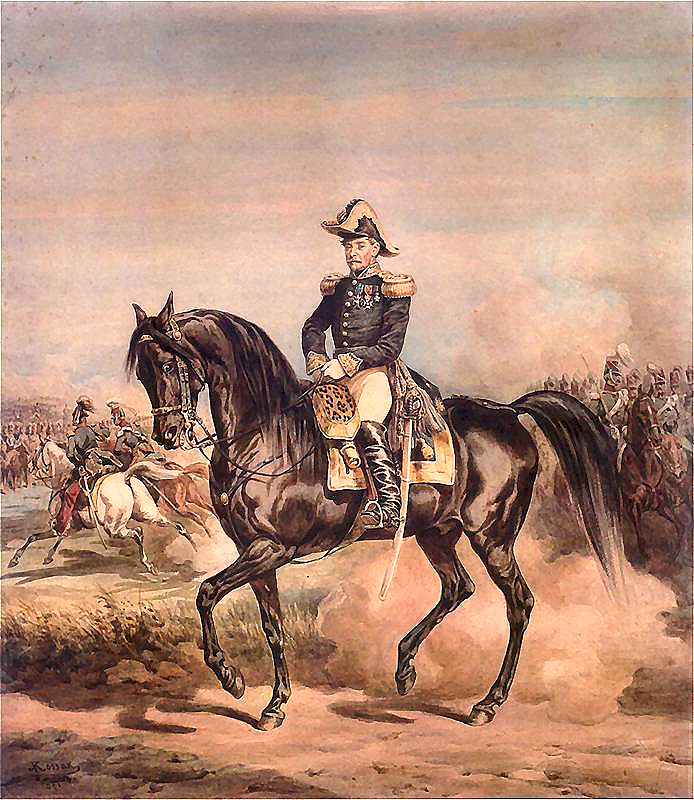
Ignacy Kruszewski na obrazie Juliusza Kossaka

Ignacy Marceli Kruszewski (ur. 6 stycznia 1799 w Lusławicach, zm. 25 grudnia 1879 w Gogołowie) – pułkownik Wojska Polskiego, generał major Armii belgijskiej.

## Życiorys
Wychowanek Korpusu Kadetów w Kaliszu. Od 1820 roku w armii Królestwa Polskiego, m.in. adiutant gen. Z. Kurnatowskiego. W powstaniu listopadowym adiutant Naczelnego Wodza, uczestnik znaczących bitew. Od 4 czerwca 1831 roku dowodził 5 Pułkiem Ułanów. 18 lipca awansował na pułkownika, a 1 września 1831 roku został mianowany dowódcą 3 Brygady Jazdy w II Korpusie genenerała Girolamo Ramorino. Przeszedł z nim kordon austriacki i później emigrował.
W kwietniu 1832 roku wstąpił na służbę króla Belgów Leopolda. W maju tego roku objął dowództwo 2 Pułku Strzelców Konnych. Położył duże zasługi przy organizacji nowo powstającej armii. W 1836 roku na żądanie króla Leopolda poddał się naturalizacji i przyjął belgijskie obywatelstwo. W 1842 roku został awansowany na generała majora i wyznaczony na dowódcę Brygady Ułanów w Mechelen. W 1848 roku był typowany na dowódcę powstania w Wielkopolsce. Po zapoznaniu się ze stanem przygotowań odmówił przyjęcia funkcji. W tym samym roku, powierzono mu dowództwo Dywizji Lekkiej Kawalerii, lecz pominięto w awansie na generała porucznika. W lutym 1852 roku król Leopold, działając pod naciskiem Prus i Rosji zażądał jego dymisji. Powrócił do kraju.
Został członkiem pierwszej rady nadzorczej Towarzystwa Wzajemnych Ubezpieczeń w Krakowie od 1860 do 1864.
Po wybuchu powstania styczniowego w 1863 roku mianowany przez Rząd Narodowy Naczelnym Wodzem sił powstańczych, jednak nominacji nie przyjął. Został członkiem Komitetu Obywatelskiego Galicji Wschodniej, mając nadzieję nie tylko na organizację broni i amunicji przesyłanych powstańców, lecz także na formowanie wojsk celem wysłania na Lubelszczyznę. Został aresztowany przez Austriaków w Krakowie i wydalony z granic Austro-Węgier.
Powrócił do kraju dzięki wstawiennictwu króla Leopolda i zamieszkał w Gogołowie. W wiele lat po zakończeniu służby w dowód uznania zasług otrzymał od władz Belgii wysokie odznaczenie państwowe.
Odznaczony Krzyżem Kawalerskim Orderu Virtuti Militari w 1831 i dwukrotnie belgijskim Orderem Leopolda.
Autor „Pamiętników z wojny 1830-31” wydanych w 1890.

## Rodzina
18 stycznia 1842 w Otorowie poślubił Eufrozynę Moszczeńską herbu Nałęcz, córkę Michała i Febronii z Szołajskich. Ich synem był Józef Wincenty Kruszewski.

## Upamiętnienie
Jego imię nadano 7 czerwca 1986 szkole podstawowej w Gogołowie.